# Ronde van Lombardije 1928
De Ronde van Lombardije 1928 was de 24e editie van deze eendaagse Italiaanse wielerwedstrijd, en werd verreden op zaterdag 3 november 1928. Het parcours leidde van Milaan naar Milaan en ging over een afstand van 248 kilometer. De wedstrijd werd gewonnen door de Italiaan Gaetano Belloni in een sprint. 
Belloni evenaarde met zijn derde zege het record van de Fransman Henri Pélissier en de Italianen Costante Girardengo en Alfredo Binda.
De Italiaan Alfredo Binda eindigde als tweede maar hij werd gediskwalificeerd vanwege het verwisselen van een wiel.
Er werden zes renners geclassificeerd als negende Albino Binda, Alfonso Crippa, Raffaele Di Paco, Rodolfo Martelli, Michele Orecchia en Francesco Oliveri.

## Uitslag
| Ronde van Lombardije 1928 |                     |                 |          |
| Plaats                    | Naam                | Ploeg           | Tijd     |
| Winnaar                   | Gaetano Belloni     | Wolsit-Pirelli  | 8u59'00" |
| 2                         | Allegro Grandi      | Legnano-Pirelli | z.t.     |
| 3                         | Pietro Fossati      | Maino-Dunlop    | z.t.     |
| 4                         | Ambrogio Beretta    | Legnano-Torpedo | z.t.     |
| 5                         | Alessandro Catalani | Wolsit-Pirelli  | +1'10"   |
| 6                         | Leonida Frascarelli |                 | +2'05"   |
| 7                         | Mario Bianchi       | Legnano-Torpedo | +6'00"   |
| 8                         | Alfonso Piccin      | Bianchi-Pirelli | +6'21"   |

1905 · 1906 · 1907 · 1908 · 1909 · 1910 · 1911 · 1912 · 1913 · 1914 · 1915 · 1916 · 1917 · 1918 · 1919 · 1920 · 1921 · 1922 · 1923 · 1924 · 1925 · 1926 · 1927 · 1928 · 1929 · 1930 · 1931 · 1932 · 1933 · 1934 · 1935 · 1936 · 1937 · 1938 · 1939 · 1940 · 1941 · 1942 · 1943 · 1944 · 1945 · 1946 · 1947 · 1948 · 1949 · 1950 · 1951 · 1952 · 1953 · 1954 · 1955 · 1956 · 1957 · 1958 · 1959 · 1960 · 1961 · 1962 · 1963 · 1964 · 1965 · 1966 · 1967 · 1968 · 1969 · 1970 · 1971 · 1972 · 1973 · 1974 · 1975 · 1976 · 1977 · 1978 · 1979 · 1980 · 1981 · 1982 · 1983 · 1984 · 1985 · 1986 · 1987 · 1988 · 1989 · 1990 · 1991 · 1992 · 1993 · 1994 · 1995 · 1996 · 1997 · 1998 · 1999 · 2000 · 2001 · 2002 · 2003 · 2004 · 2005 · 2006 · 2007 · 2008 · 2009 · 2010 · 2011 · 2012 · 2013 · 2014 · 2015 · 2016 · 2017 · 2018 · 2019 · 2020 · 2021 · 2022 · 2023 · 2024 · 2025